# Castle Donington
Castle Donington – wieś w Anglii, w hrabstwie Leicestershire, w dystrykcie North West Leicestershire. Leży 27 km na północny zachód od miasta Leicester i 170 km na północny zachód od Londynu. W 2011 roku liczyła 6146 mieszkańców.
W jej sąsiedztwie znajdują się port lotniczy East Midlands oraz tor wyścigowy Donington Park.
W Castle Donington w 2004 roku został założony zespół muzyczny Late of the Pier.